# (14479) Plekanov
(14479) Plekanov (1994 CQ13) – planetoida z pasa głównego asteroid okrążająca Słońce w ciągu 5,6 lat w średniej odległości 3,15 j.a. Odkryta 8 lutego 1994 roku.